# Half-pipe hommes aux Jeux olympiques de 2014
Navigation
Pyeongchang 2018

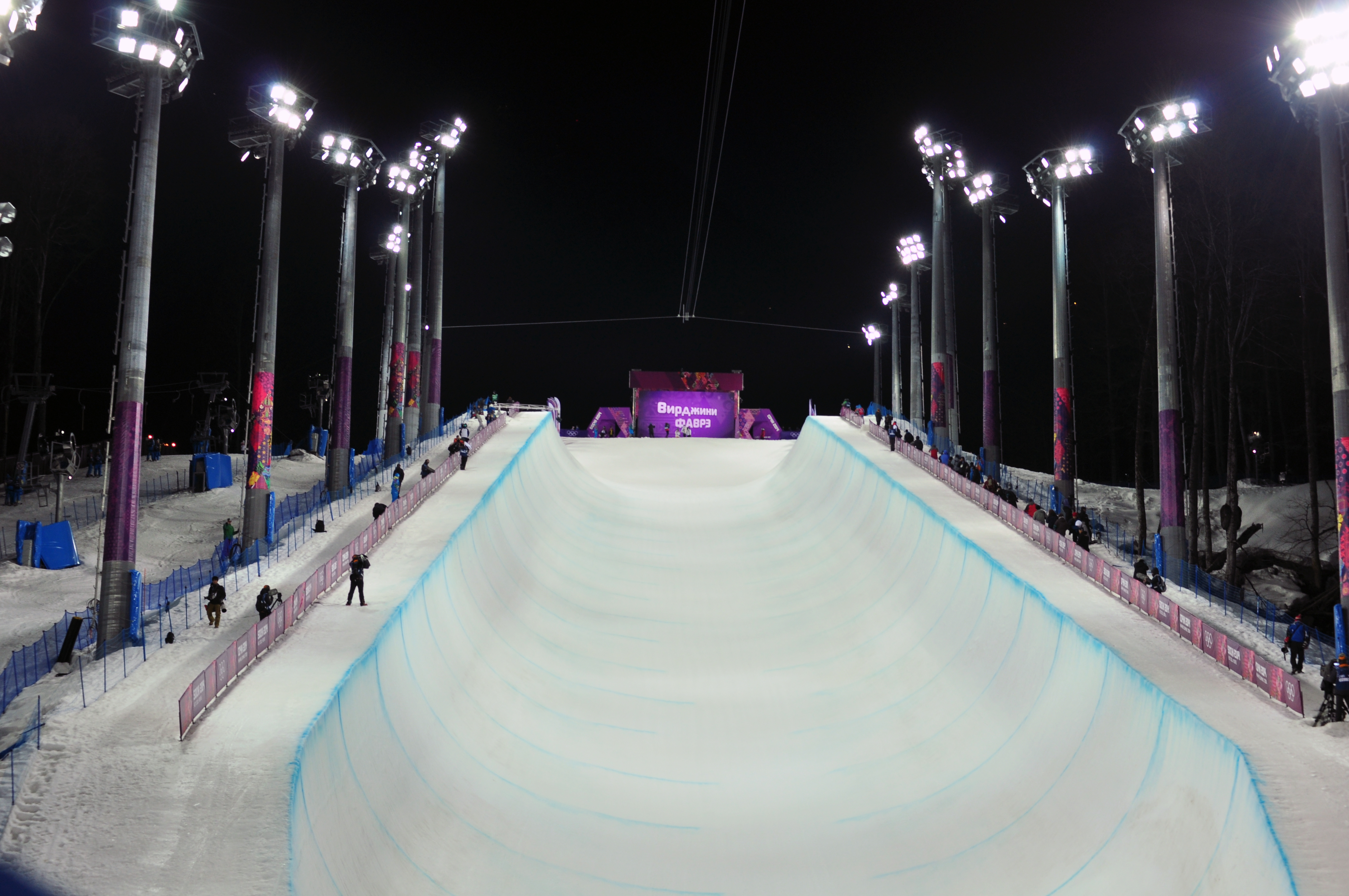

Le half-pipe masculin des Jeux olympiques d'hiver de 2014 a lieu le 18 février 2014 (les qualifications à 17 h 45 et la finale à 21 h 30) au parc extrême Rosa Khutor. C'est la première apparition de cette épreuve aux Jeux olympiques d'hiver.
L'Américain David Wise remporte l'épreuve devant le Canadien Mike Riddle et le Français Kevin Rolland.

## Médaillés
| Or         | Argent      | Bronze        |
| David Wise | Mike Riddle | Kevin Rolland |

## Résultats

### Qualification
Vingt-huit concurrents au départ. Les douze meilleurs à l'issue des deux passages sont qualifiés pour la finale.
| Rang | Dossard | Athlète                | Nationalité               | 1er Passage | 2e Passage | Meilleur | Notes |
| ---- | ------- | ---------------------- | ------------------------- | ----------- | ---------- | -------- | ----- |
| 1    | 1       | Justin Dorey           | Canada                    | 91,60       | 6,40       | 91,60    | Q     |
| 2    | 9       | David Wise             | États-Unis                | 88,40       | 68,60      | 88,40    | Q     |
| 3    | 21      | Benoit Valentin        | France                    | 87,00       | 1,00       | 87,00    | Q     |
| 4    | 4       | Kevin Rolland          | France                    | 84,80       | 68,80      | 84,80    | Q     |
| 5    | 35      | Josiah Wells           | Nouvelle-Zélande          | 83,00       | 49,40      | 83,00    | Q     |
| 6    | 3       | Mike Riddle            | Canada                    | 82,20       | 75,00      | 82,20    | Q     |
| 7    | 6       | Noah Bowman            | Canada                    | 80,60       | 77,80      | 80,60    | Q     |
| 8    | 12      | Lyndon Sheehan         | Nouvelle-Zélande          | 78,20       | 80,00      | 80,00    | Q     |
| 9    | 5       | Antti-Jussi Kemppainen | Finlande                  | 79,40       | 60,40      | 79,40    | Q     |
| 10   | 22      | Beau-James Wells       | Nouvelle-Zélande          | 76,80       | 66,40      | 76,80    | Q     |
| 11   | 16      | Thomas Krief           | France                    | 74,80       | 69,60      | 74,80    | Q     |
| 12   | 2       | Aaron Blunck           | États-Unis                | 69,40       | 72,00      | 72,00    | Q     |
| 13   | 18      | Jon Anders Lindstad    | Norvège                   | 30,80       | 69,00      | 69,00    |       |
| 14   | 8       | Yannic Lerjen          | Suisse                    | 67,60       | 29,60      | 67,60    |       |
| 15   | 10      | Matt Margetts          | Canada                    | 66,80       | 17,80      | 66,80    |       |
| 16   | 23      | Nils Lauper            | Suisse                    | 65,00       | 58,00      | 65,00    |       |
| 17   | 27      | Murray Buchan          | Grande-Bretagne           | 58,40       | 62,40      | 62,40    |       |
| 18   | 31      | Joel Gisler            | Suisse                    | 60,80       | 2,60       | 60,80    |       |
| 19   | 24      | Marco Ladner           | Autriche                  | 56,60       | 58,60      | 58,60    |       |
| 20   | 28      | Andreas Gohl           | Autriche                  | 54,80       | 22,80      | 54,80    |       |
| 21   | 20      | Xavier Bertoni         | France                    | 53,40       | 51,60      | 53,40    |       |
| 22   | 13      | Kentaro Tsuda          | Japon                     | 53,00       | 23,40      | 53,00    |       |
| 23   | 29      | James Machon           | Grande-Bretagne           | 37,40       | 52,20      | 52,20    |       |
| 24   | 32      | Pavel Nabokikh         | Russie                    | 13,40       | 50,40      | 50,40    |       |
| 25   | 30      | Kim Kwang-Jin          | Corée du Sud              | 45,40       | 34,40      | 45,40    |       |
| 26   | 34      | Torin Yater-Wallace    | États-Unis                | 7,00        | 39,00      | 39,00    |       |
| 27   | 26      | Peter Crook            | Îles Vierges britanniques | 24,20       | 25,20      | 25,20    |       |
| 28   | 19      | Lyman Currier          | États-Unis                | 4,20        | 12,60      | 12,60    |       |
|      | 33      | Byron Wells            | Nouvelle-Zélande          | DNS         |            |          |       |

### Finale
| Rang                                | Dossard | Athlète                | Nationalité      | 1er Passage | 2e Passage | Meilleur |
| ----------------------------------- | ------- | ---------------------- | ---------------- | ----------- | ---------- | -------- |
| Médaille d'or, Jeux olympiques      | 9       | David Wise             | États-Unis       | 92,00       | 3,40       | 92,00    |
| Médaille d'argent, Jeux olympiques  | 3       | Mike Riddle            | Canada           | 71,40       | 90,60      | 90,60    |
| Médaille de bronze, Jeux olympiques | 4       | Kevin Rolland          | France           | 88,60       | 29,80      | 88,60    |
| 4                                   | 35      | Josiah Wells           | Nouvelle-Zélande | 85,60       | 78,40      | 85,60    |
| 5                                   | 6       | Noah Bowman            | Canada           | 80,40       | 82,60      | 82,60    |
| 6                                   | 22      | Beau-James Wells       | Nouvelle-Zélande | 62,00       | 80,00      | 80,00    |
| 7                                   | 2       | Aaron Blunck           | États-Unis       | 68,60       | 79,40      | 79,40    |
| 8                                   | 5       | Antti-Jussi Kemppainen | Finlande         | 74,40       | 78,20      | 78,20    |
| 9                                   | 12      | Lyndon Sheehan         | Nouvelle-Zélande | 55,20       | 72,60      | 72,60    |
| 10                                  | 21      | Benoit Valentin        | France           | 10,00       | 61,00      | 61,00    |
| 11                                  | 16      | Thomas Krief           | France           | 4,60        | 28,60      | 28,60    |
| 12                                  | 1       | Justin Dorey           | Canada           | 20,40       | 14,20      | 20,40    |